# جوزيف هاليفي
جوزيف هاليڤي (بالفرنسية: Joseph Halévy)‏ ( 1243 - 1335 ه‍ / 1827 - 1917 م ) هو مستشرق فرنسي يهودي.
كتب عن رحلته في اليمن كتابين:
- «تقرير عن بعثة أثرية في اليمن» (سنة 1872).
- «رحلة في نجران» (سنة 1873).[3]